# Oeuvre van Johannes Brahms
Dit is een lijst met alle composities van de componist Johannes Brahms (1833–1897) op volgorde van opusnummer.

## Werken op volgorde opusnummer
- Opus 1 pianosonate nr. 1 in C-majeur (1852)
- Opus 2 pianosonate nr. 2 in fis-mineur (1852)
- Opus 3 zes liederen voor tenor of sopraan en piano (1853)
  - Liebestreu
  - Liebe und Frühling I
  - Liebe und Frühling II
  - Lied
  - In der Fremde
  - Lied
- Opus 4 scherzo in es-mineur voor piano (1851)
- Opus 5 pianosonate nr. 3 in f-mineur (1853)
- Opus 6 zes liederen voor tenor of sopraan en piano
  - Spanisches Lied
  - Der Frühling
  - Nachwirkung
  - Juchhe!
  - Wie die Wolke nach der Sonne
  - Nachtigallen schwingen lustig
- Opus 7 zes liederen voor zangstem en piano
  - Treue Liebe
  - Parole
  - Anklänge
  - Volkslied
  - Die Trauernde
  - Heimkehr
- Opus 8 pianotrio nr. 1 in B-majeur (1854)
- Opus 9 variaties op een thema van Robert Schumann in fis-mineur voor piano (1854)
- Opus 10 vier ballades voor piano (1854)
  1. d-mineur
  2. in D-majeur
  3. in b-mineur
  4. in B-majeur
- Opus 11 serenade nr. 1 in D-majeur voor orkest (1857)
- Opus 12 Ave Maria
- Opus 13 Begräbnisgesang
- Opus 14 acht liederen en romances
  - Vor dem Fenster
  - Vom verwundeten Knaben
  - Murrays Ermordung
  - Ein Sonnett
  - Trennung
  - Gang zur Liebsten
  - Ständchen
  - Sehnsucht
- Opus 15 pianoconcert nr. 1 in d-mineur (1859)
- Opus 16 serenade nr. 2 in A-majeur voor orkest (1859)
- Opus 17 vier liederen voor vrouwenkoor, twee hoorns en harp
  - Es tönt ein voller Harfenklang
  - Lied von Shakespeare
  - Der Gärtner
  - Gesang aus Fingal
- Opus 18 strijksextet nr. 1 in Bes majeur (1860)
- Opus 19 vijf gedichten voor zangstem en piano
  - Der Kuss
  - Scheiden und Meiden
  - In der Ferne
  - Der Schmied
  - An eine Aeolsharfe
- Opus 20 drie duetten voor sopraan, alt en piano
  - Weg der Liebe I
  - Weg der Liebe II
  - Die Meere
- Opus 21 twee series van variaties voor piano
  1. elf variaties op een origineel thema in D-majeur (1857)
  2. veertien variaties op een Hongaarse melodie in D-majeur (1854)
- Opus 22, zeven Marienlieder voor gemengd koor a capella
  - Der englische Gruß
  - Marias Kirchgang
  - Marias Wallfahrt
  - Der Jäger
  - Ruf zur Maria
  - Magdalena
  - Marias Lob
- Opus 23 variaties op een thema van Robert Schumann voor piano vierhandig (1861)
- Opus 24 variaties en fuga op een thema van Händel voor piano (1861)
- Opus 25 pianokwartet nr. 1 in g-mineur (1861)
- Opus 26 pianokwartet nr. 2 in A-majeur (1861)
- Opus 27 psalm 13
- Opus 28 vier duetten voor alt, bariton en piano
  - Die Nonne und der Ritter
  - Vor der Tür
  - Es rauschet das Wasser
  - Der Jäger und sein Liebchen
- Opus 29 twee motetten (1860, uitgegeven 1864)
  1. Es ist das Heil uns kommen her
  2. Schaffe in mir Gott, ein reines Herz
- Opus 30 geestelijk lied
- Opus 31 drie kwartetten voor sopraan, alt, tenor, bas en piano
  1. Wechsellied zum Tanze (1859)
  2. Neckereien (1863)
  3. Der Gang zum Liebchen (1863)
- Opus 32 negen liederen voor zangstem en piano
- Opus 33 vijftien romances uit Tiecks Liebesgeschichte der schönen Magelone
- Opus 34 pianokwintet in f-mineur (1864)
- Opus 34b sonate voor 2 piano’s in f-mineur
- Opus 35 variaties op een thema van Paganini voor piano (1862-1863)
- Opus 36 strijksextet nr. 2 (1864-1865)
- Opus 37 drie gewijde gezangen voor vrouwenkoor a capella
  - O bone Jesu
  - Adoramus
  - Regina coeli
- Opus 38 cellosonate nr. 1 in e-mineur (1862-65)
- Opus 39 zestien walsen voor piano vierhandig (1865)
  1. in B-majeur
  2. in E-majeur
  3. in gis-mineur
  4. in e-mineur
  5. in E-majeur
  6. in Cis-majeur
  7. in cis-mineur
  8. in Bes-majeur
  9. in d-mineur
  10. in G-majeur
  11. in b-mineur
  12. in E-majeur
  13. in C-majeur
  14. in a-mineur
  15. in As-majeur
  16. in d-mineur
- Opus 40 trio voor hoorn, viool en piano in Es-majeur (1865)
- Opus 41 vijf liederen voor vierstemmig mannenkoor
  - Ich schwing mein Horn ins Jammertal
  - Freiwillige her!
  - Geleit
  - Marschieren
  - Gebt Acht!
- Opus 42 drie wereldlijke liederen voor zesstemming gemengd koor
  - Abendständchen
  - Vineta
  - Darthulas Grabegesang
- Opus 43 vier liederen voor zangstem en piano
  - Von ewiger Liebe
  - Die Mainacht
  - Ich schell mein Horn ins Jammerthal
  - Das Lied vom Herrn von Falkenstein
- Opus 44 twaalf liederen en romances voor vrouwenkoor a capella en piano ad libitum
  - Minnelied
  - Der Bräutigam
  - Barcarole
  - Fragen
  - Die Müllerin
  - Die Nonne
  - Vier Lieder aus dem Jungbrunnen (I)
  - Vier Lieder aus dem Jungbrunnen (II)
  - Vier Lieder aus dem Jungbrunnen (III)
  - Vier Lieder aus dem Jungbrunnen (IV)
  - Die Braut
  - Märznacht
- Opus 45 Ein deutsches Requiem voor solisten, koor en orkest (1868)

- Opus 46 vier liederen voor zangstem en piano
  - Die Kränze
  - Magyarisch
  - Die Schale der Vergessenheit
  - An die Nachtigall
- Opus 47 vijf liederen voor zangstem en piano
  - Botschaft
  - Liebesglut
  - Sonntag
  - O liebliche Wangen
  - Die Liebende schreibt
- Opus 48 zeven liederen voor zangstem en piano
  - Der Gang zum Liebchen
  - Der Überläufer
  - Liebesklage des Mädchen
  - Gold überwiegt die Liebe
  - Trost in Tränen
  - Vergangen ist mir Glück und Heil
  - Herbstgefühl
- Opus 49 vijf liederen
  - Am Sonntag Morgen
  - An ein Veilchen
  - Sehnsucht
  - Wiegenlied
  - Abenddämmerung
- Opus 50 Rinaldo, cantate voor tenor, mannenkoor en orkest
- Opus 51 twee strijkkwartetten
  - strijkkwartet nr. 1 in c-mineur (1873)
  - strijkkwartet nr. 2 in a-mineur (1873)
- Opus 52 achttien Liebeslieder-Waltzer voor piano vierhandig en zangkwartet ad libitum (1874)
- Opus 53 Altrhapsodie, voor alt, mannenkoor en orkest
- Opus 54 Schicksalslied voor koor en orkest
- Opus 55 Triumphlied voor achtstemming koor, orkest en orgel ad libitum
- Opus 56a variaties op een thema van Joseph Haydn, voor orkest (1873)
- Opus 56a variaties op een thema van Joseph Haydn, voor 2 piano’s
- Opus 57 acht liederen voor zangstem en piano op teksten van Daumer
- Opus 58 acht liederen voor zangstem en piano
  - Blinde Kuh
  - Während des Regens
  - Die Spröde
  - O komme, holde Sommernacht
  - Schwermut
  - In der Gasse
  - Vorüber
  - Serenade
- Opus 59 acht liederen voor zangstem en piano
  - Dämmerung senkte sich von oben
  - Auf dem See
  - Regenlied
  - Nachklang
  - Agnes
  - Eine gute, gute Nacht
  - Mein wundes Herz
  - Dein blaues Auge
- Opus 60 pianokwartet nr. 3 in c-mineur
- Opus 61 vier duetten voor sopraan, alt en piano
  - Die Schwestern
  - Klosterfräulein
  - Phänomen
  - Die Boten der Liebe
- Opus 62 zeven wereldlijke liederen voor gemengd koor
  - Rosmarin
  - Von alten Liebesliedern
  - Waldesnacht
  - Dein Herzlein mild
  - All meine Herzgedanken
  - Es geht ein Wehen
  - Vergangen ist mit Gluck und Heil
- Opus 63 negen liederen voor zangstem en piano
  - Frühlingstrost
  - Erinnerung
  - An ein Bild
  - An die Tauben
  - Junge Lieder I
  - Junge Lieder II
  - Heimweh I
  - Heimweh II
  - Heimweh III
- Opus 64 drie kwartetten voor sopraan, alt, tenor, bas en piano
  - An die Heimat
  - Der Abend
  - Fragen
- Opus 65 Neue Liebeslieder - 15 walsen voor piano vierhandig en zangkwartet ad libitum (1874)
- Opus 66 vijf duetten voor sopraan, alt en piano
  - Klänge I
  - Klänge II
  - Am Strande
  - Jägerlied
  - Hüt du dich!
- Opus 67 Strijkkwartet nr. 3 in Bes-majeur (1876)
- Opus 68 symfonie nr. 1 in c-mineur (1876 première)
- Opus 69 negen liederen voor zangstem en piano
  - Klage I
  - Klage II
  - Abschied
  - Des liebsten Schwur
  - Tambourliedchen
  - Vom Strande
  - Über die See
  - Salome
  - Mädchenfluch
- Opus 70 vier liederen voor zangstem en piano
  - Im Garten am Seegestade
  - Lerchengesang
  - Serenade
  - Abendregen
- Opus 71 vijf liederen voor zangstem en piano
  - Es liebt sich so lieblich im Lenze!
  - An den Mond
  - Geheimnis
  - Willst du, dass ich geh?
  - Minnelied
- Opus 72 vijf liederen voor zangstem en piano
  - Alte Liebe
  - Sommerfäden
  - O kühler Wald
  - Verzagen
  - Unüberwindlich
- Opus 73 symfonie nr. 2 in D-majeur (1877)
- Opus 74 twee motetten voor gemengd koor a capella
  - Warum ist das Licht gegeben dem Mühseligen?
  - O Heiland, reiss die Himmel
- Opus 75 vier ballades en romances voor twee stemmen en piano
  - Edward
  - Guter Rat
  - So lass uns wandern!
  - Walpurgisnacht
- Opus 76 acht stukken voor piano (1878)
  1. capriccio in fis-mineur
  2. capriccio in b-mineur
  3. intermezzo in As-majeur
  4. intermezzo in Bes-majeur
  5. capriccio in Cis-majeur
  6. intermezzo in A-majeur
  7. intermezzo in a-mineur
  8. capriccio in C-majeur
- Opus 77 vioolconcert in D-majeur (1878)
- Opus 78 vioolsonate nr. 1 in G-majeur
- Opus 79 twee rhapsodieën voor piano (1879)
  1. rhapsodie in b-mineur
  2. rhapsodie in g-mineur
- Opus 80 Akademische Festouvertüre voor orkest (1880)
- Opus 81 Tragische Ouvertüre voor orkest (1880)
- Opus 82 Nänie (1881)
- Opus 83 pianoconcert nr. 2 in Bes-majeur (1881)
- Opus 84 vijf romances en liederen voor 1 of 2 stemmen en piano
  - Sommerabend
  - Der Kranz
  - In den Beeren
  - Vergebliches Ständchen
  - Spannung

- Opus 85 zes liederen voor zangstem en piano
  - Sommerabend
  - Mondenschein
  - Mädchenlied
  - Ade!
  - Frühlingslied
  - In Waldeseinsamkeit
- Opus 86 zes liederen voor lage zangstem en piano
  - Therese
  - Feldeinsamkeit
  - Nachtwandler
  - Über die Heide
  - Versunken
  - Todessehnen
- Opus 87 pianotrio nr. 2 in C-majeur (1882)
- Opus 88 strijkkwintet nr. 1 in F-majeur (1882)
- Opus 89 Gesang der Parzen
- Opus 90 symfonie nr. 3 in F-majeur (1883)
- Opus 91 twee liederen voor alt, altviool en piano
  - Gestillte Sehnsucht
  - Geistliches Wiegenlied
- Opus 92 vier kwartetten voor 4 solostemmen en piano
  - O schöne Nacht
  - Spätherbst
  - Abendlied
  - Warum?
- Opus 93a zes liederen en romances voor vierstemming gemengd koor
  - Der Bucklichte Fiedler
  - Das Mädchen
  - O süßer Mai
  - Fahr wohl!
  - Der Falke
  - Beherzigung
- Opus 93a tafellied voor zesstemming gemengd koor en piano
- Opus 94 vijf liederen voor 8 stemmen en piano
  - Mit vierzig Jahren
  - Steig auf, geliebter Schatten
  - Mein Herz ist schwer
  - Sapphische Ode
  - Kein Haus, keine Heimat
- Opus 95 zeven liederen voor zangstem en piano
  - Das Mädchen
  - Bei dir sind meine Gedanken
  - Beim Abschied
  - Der Jäger
  - Vorschneller Schwur
  - Mädchenlied
  - Schön war, das ich dir weihte
- Opus 96 vier liederen voor zangstem en piano
  - Der Tod, das ist die kühle Nacht
  - Wir wandelten
  - Es schauen die Blumen
  - Meerfahrt
- Opus 97 zes liederen voor zangstem en piano
  - Nachtigall
  - Auf dem Schiffe
  - Entführung
  - Dort in den Weiden
  - Komm bald
  - Trennung
- Opus 98 symfonie nr. 4 in e-mineur (1885)
- Opus 99 cellosonate nr. 2 in F-majeur (1886)
- Opus 100 vioolsonate nr. 2 in A-majeur (1886)
- Opus 101 pianotrio nr. 3 in c-mineur (1886)
- Opus 102 dubbelconcert voor viool en cello in a-mineur (1887)
- Opus 103 elf Zigeunerlieder voor zangstem en piano
- Opus 104 vijf liederen voor gemengd koor a capella
  - Nachtwache I
  - Nachtwache II
  - Letztes Glück
  - Verlorene Jugend
  - Im Herbst
- Opus 105 vijf liederen voor 8 stemmen en piano
  - Wie Melodien zieht es mir
  - Immer leiser wird mein Schlummer
  - Klage
  - Auf dem Kirchhofe
  - Verrat
- Opus 106 vijf liederen voor zangstem en piano
  - Ständchen
  - Auf dem See
  - Es hing der Reif
  - Mein Lieder
  - Ein Wanderer
- Opus 107 vijf liederen voor zangstem en piano
  - An die Stolze
  - Salamander
  - Das Mädchen Spricht
  - Maienkätzchen
  - Mädchenlied
- Opus 108 vioolsonate nr. 3 in d-mineur
- Opus 109 Fest- und Gedenksprüche voor koor
- Opus 110 drie motetten voor vier- en achtstemming koor a capella
  - Ich aber bin Elend
  - Ach, arme Welt
  - Wenn wir in höchsten Nöten sein
- Opus 111 strijkkwintet nr. 2 in G-majeur ("Prater") (1890)
- Opus 112 zes kwartetten voor zangsolisten en piano
  - Sehnsucht
  - Nächtens
  - Vier Zigeunerlieder nr. 1
  - Vier Zigeunerlieder nr. 2
  - Vier Zigeunerlieder nr. 3
  - Vier Zigeunerlieder nr. 4
- Opus 113 dertien canons voor vrouwenkoor
- Opus 114 trio voor piano, klarinet en cello in a-mineur (1891)
- Opus 115 kwintet voor klarinet en strijkers in b-mineur (1891)
- Opus 116 zeven fantasieën voor piano (1892)
  1. capriccio in d-mineur
  2. intermezzo in a-mineur
  3. capriccio in G-mineur
  4. intermezzo in E-majeur
  5. intermezzo in e-mineur
  6. intermezzo in E-majeur
  7. capriccio in d-mineur
- Opus 117 drie intermezzo’s voor piano (1892)
  1. in Es-majeur
  2. in bes-mineur
  3. in cis-mineur
- Opus 118 zes stukken voor piano (1893)
  1. intermezzo in a-mineur
  2. intermezzo in A-majeur
  3. ballade in g-mineur
  4. intermezzo in f-mineur
  5. romance in F-majeur
  6. intermezzo in es-mineur
- Opus 119 vier stukken voor piano (1893)
  1. intermezzo in b-mineur (Adagio)
  2. intermezzo in e-mineur (Andantino un poco agitato)
  3. intermezzo in C-majeur (Grazioso e giocoso)
  4. rhapsodie in Es-majeur (Allegro risoluto)
- Opus 120 twee klarinetsonates (1895)
  1. in f-mineur
  2. in Es-majeur
- Opus 121 Vier ernste Gesänge (1896)
- Opus 122 elf koraalpreludes voor orgel (1896)
  1. Mein Jesu, der du mich
  2. Herzliebster Jesu, was hast du verbrochen
  3. O Welt, ich muss dich lassen
  4. Herzlich tut mich erfreuen
  5. Schmücke dich, o Liebe Seele
  6. O wie selig seid ihr doch, ihr Frommen
  7. O Gott, du frommer Gott
  8. Es ist ein Ros' entsprungen
  9. Herzlich tut mich verlangen
  10. Herzlich tut mich verlangen (tweede versie)
  11. O Welt, ich muss dich lassen (tweede versie)

## Werken zonder opusnummer (Werke ohne Opuszahl)
- WoO 1 Hongaarse dansen (1869) (Brahms beschouwde dit als bewerkingen en niet als originele composities, vandaar dat hij geen opusnummer gaf); voor piano vierhandig (nr. 1-21); voor piano solo (nr. 1-10); voor orkest (nr. 1, 3, 10)
- WoO 2 Scherzo uit de 'F-A-E'-sonate (1853) (de andere 3 delen werden geschreven door Robert Schumann en Albert Dietrich)
- WoO 7 Voorspel en fuga over het koraal O Traurigkeit, o Herzeleid voor orgel
- WoO 8 Fuge in as-mineur voor orgel (een Vorspiel [in het handschrift van de componist] in dezelfde toonsoort bleef niet bewaard)
- WoO 9 Präludium und Fuge in a-mineur voor orgel
- WoO 10 Präludium und Fuge in g-mineur voor orgel
- Souvenir de la Russie voor piano-vierhandig
- Canons voor gemengd koor a capella
- Dem dunkeln Schoss der Heilen Erde
- 49 Duitse volksliederen
- 28 Duitse volksliederen voor solo-zangstem en piano
- 14 Duitse volksliederen voor gemengd koor

- 12 Duitse volksliederen voor vierstemmig gemengd koor
- 8 Duitse volksliederen voor drie- en vierstemmig vrouwenkoor
- 16 Duitse volksliederen voor drie- en vierstemmig vrouwenkoor
- 20 Duitse volksliederen voor drie- en vierstemmig vrouwenkoor
- 2 Gavottes voor piano
  1. in a-mineur
  2. in A-majeur
- 2 gigues voor piano
  1. in a-mineur
  2. in b-mineur
- Dein Herzlein Mild voor vierstemmig vrouwenkoor
- Kleine Hochzeitskantate voor 4 gemengde stemmen en piano
- Kyrie in g-mineur voor 4 stemmen en basso continuo

- Missa Canonica in C-majeur voor vier- en zesstemming gemengd koor a capella, hiervan bleven bewaard:
  - Sanctus in As-majeur
  - Benedictus in F-majeur
  - Agnus Dei in f-mineur
  - Dona nobis pacem in C-majeur
- Noche de luna
- Ophelia Lieder
- 5 liederen voor zangstem en piano
- lied voor zangstem en piano
- Trio voor viool, cello en piano in A-majeur (aan Brahms toegeschreven)
- Regenlied voor zangstem en piano
- 2 Sarabandes voor piano
  1. in a-mineur
  2. in b-mineur
- 51 oefeningen voor piano
- 14 volksliederen voor kinderen
- Postillons Morgenlied (1847/1850?) voor mannenkoor
- Die goldenen Brücken (1853) voor mannenkoor

Nr. 1 · Nr. 2, 'Pastorale' · Nr. 3 · Nr. 4